# BATTLE CLIMAXX!
（バトルクライマックス、正式名称はWRESTLE ARENA BATTLE CLIMAXX!）は2004年にコナミが発売したアーケード用プロレスゲーム。e-AMUSEMENTネットワークを介してオンラインで対戦が可能であった。2005年5月に、タッグマッチなどを追加したバージョン2とも言える『プロレス頂上決戦』が稼働開始している。
2008年3月31日23時59分をもって『プロレス頂上決戦』のe-AMUSEMENTネットワークサービスが終了し、オンライン対戦ができなくなった。また、エントリーカードも使用できなくなり、ブースターパックの供給も終了するため、これが事実上の稼働終了となった。
また本作の稼働中の2005年7月11日にカード収録選手の一人である橋本真也が急死しており、当日以降更新情報欄に追悼メッセージがしばらくの間記載されていた事がある。メーカー側でのゲームジャンルは「プロレストレーディングカード&オンライン対戦マスビデオ」。プレイ人数：1人～4人(クライアント増設時:最大8人まで)。

## 筐体概要
『BATTLE CLIMAXX!』の筐体はセンターユニットとクライアントからなる。センターユニットには試合の実況映像が表示される他、正面左側にはスターターパックなどの販売機が設置されている。クライアントには4方向+3つ（内1つは方向ボタンの中央）のボタンとカードリーダーのついたテーブルがある。

## ゲームで用いられるカード
ゲーム中では3種類のカードを使用する。このうち1つはゲームデータを記録するエントリーカードで、これはテーブル右側のカードリーダーに挿入する。あとの2種類はベースボール・マガジン社監修のトレーディングカードとなっており、大別してレスラーの写真が掲載されたレスラーカード（公式には"プレイヤーカード"と呼ぶ）と、技の写真が掲載された技カード（"スキルカード"）に分けられる。この2種類はテーブル上のカードリーダーに通すことで使用する。
レスラーカードの裏面にはそのレスラーのプロフィールなどが記載されており、両面にパワー・スピード・テクニック・タフのパラメータが表示されている。また、白枠のカードと黒枠のカードがあり、枠の色によって登録する際に必要になる資金が異なる（1では白枠は500万円、黒枠は1000万円、スペシャルが2500万円。2では枠の色による基本値に、その選手を使用している団体数による人気補正が掛けられて契約金が設定される）。なお、1では選手は30回試合を行うと引退となり、150プレイごとの団体解散まで同じ選手を再度登録することはできなかった。2ではある程度試合を重ねると引退試合を選べるようになる他、多くても60試合で引退する。
技カードの表面には技の格を表すレベルとその技の性格を表すパワー・スピード・テクニックの値、基本ダメージ量とその技を使うために必要なコスト量が表記されている。裏面にはこれらの他に技の解説も掲載されている。レベルは1～3まであり、試合ではそのレベルによってじゃんけんの要領でどちらが技を出すかが決まる。
- レベル1 - 基本的な技や挨拶程度の見た目の技など。消費コストは0～4。レベル3の技を潰すことができる一方、レベル2の技に負ける。1ではコスト1,2の技は存在しなかったが、2にてコスト1,2の技も追加された。
- レベル2 - ダイナミックな動きを伴う技が多い。消費コストは4～6。レベル1に勝ちレベル3に負ける。
- レベル3 - いわゆるトドメに使われることが多い大技。消費コストは6～8。レベル2に勝ちレベル1に負ける。

また、2ではこの他に場外に相手を出した際に使う"場外技"のカードが追加された。また、2ではタッグマッチが可能になり、タッグマッチ専用の技も存在する。

## プレイの詳細
1. センターユニットに設置されている販売機でスターターパックを買う。
スターターパックにはレスラーのカードが1枚と技カードが5枚（1では10枚だった）、それとエントリーカードが1枚封入されている。同じ販売機でカードスリーブも販売されているので、カードの保護用に買っておくのも良い。
2. エントリーカードを挿入しクレジットを投入する。
3. パスワードを入力する。新規カードであればパスワードと団体名の登録を行う。
4. 新規レスラーの追加や既存レスラーの解雇などを行う。
新しくレスラーを加入させる場合、メニューから入団を選んだ後、レスラーカードをカードリーダーに通し、規定の契約金を払う。新規に設立した団体では所属レスラーがいないため、まずはこの操作でレスラーを1名登録することになる。
また、この際に大会やアップデートの情報を閲覧することも可能。
1では150回のプレイで1周回となっており、150回ごとにプレイデータはリセットされる（150試合プレイ後一度解散させる必要がある）が、この時に一定条件で以降のプレイに対し特典（試合前のトレーニング回数が4回になることがある、など）が与えられる。
2ではここでタッグチームの結成も行う。
5. 試合に出場するレスラーを選ぶ。
登録しているレスラーの中から一人、レスラーカードを通すことで選択する。
6. 出場レスラーにトレーニングを施す。
以下の中から、基本的に3回までトレーニングを行うことができる。
  - パワー - 投げ技の威力を上げる
  - スピード - 打撃技の威力を上げる。
  - テクニック - 関節技の威力を上げる。
  - タフ - 体力を上げ、打たれ強くする。
  - 受け - 2で追加されたトレーニング。受けるダメージを軽減する。
  - 食事 - コンディションを回復させる。また、他のトレーニングや試合で減った体重を増やす効果もある。
  - 技の練習 - 技の威力や成功率を上げる。

また、これらの制限とは別に技を習得させることも可能。このときは技カードをカードリーダーに通して習得する。2では覚えている技の中から1つを選んで必殺技として設定することも可能で、設定した技は一定条件下で画面上にマークが表示されているときに使える。
7. 試合を行う。
習得している技のカードをカードリーダーに通す（1ではこの他に4方向ボタンの下以外の3つに技が割り当てられていた）。
双方が実行した技のレベルによりじゃんけんの要領で勝敗が判定され、勝った側が選択した行動を行う。
なお、一方が受けを入れていた場合は、もう一方が選択した技を実行するが受けるダメージは軽減される。
技の選択時に青いBOOSTボタンを押すことで、技に追加効果を付けることができる。また、赤いFINISHボタンで相手にトドメを刺す（フォールやギブアップ狙い）ことが可能で、これに成功すると勝利。ただし、試合の目的は観客の興奮度を上げることであり、試合に勝利することはその手段でしかない。単調な技で開幕即倒すなど、観客を白けさせる勝ち方をしても、盛り上げて敗北した試合よりも評価は低くなる。
8. 試合終了
試合終了後、その展開から観客の満足度が判定され、オンライン対戦ではこれによって興行収入が入る。
2004年11月末のバージョンアップ以降、対人戦ではこの時にお互いに試合内容を評価し合うことができるようになった。この評価によっては興行重視での試合ができなくなるペナルティが与えられる場合がある。
2では試合終了後、興行重視度と勝利重視度の評価を行うようになり、この評価が近い者に対戦相手を限定することも可能である。
ゲーム終了時にブースターパック（レスラーカードもしくは技カード）が払い出される。

## 関連ゲーム用語
ラッシュ
レスラーの気力がMAXになった際に、同じ技カードを2回通すことでラッシュモードに入る。ラッシュモード中は常にラッシュを仕掛けた側が選択した攻撃を行う。ラッシュを続けるためにはその前の攻撃よりも消費コストの多いカードを通す必要がある。ただしラッシュを受ける側はラッシュを行っている側と同じ消費コストのカードを通すことでラッシュを止めることが可能（通称ラッシュカット）。興行重視ではこの行為は嫌われていて塩などと呼ばれる。
ダブルラッシュ
双方が同時にラッシュモードに入るとこの状態になる。受ける側は同コストのカードでカットすることができず、この場合はサクセスレートによりどちらが技を出すかが決まる。両者の出した技のコストが違った場合はコストの多い方が技を出す。
サクセスレート
同レベルの技を出し合った際に、どちらが技を出せるかの勝負の基準となる数値。双方のサクセスレートから競り勝つ確率が算出される。
ブースト
技を出すときに体力を消費することで、以下の付加効果を付けることができる。
- 打撃技への付加効果:ラッシュを使うために必要な気力ゲージが増加する。
- 関節技への付加効果:技を使うのに必要なコストゲージが増加する。
- 投げ技への付加効果:技Lvの力関係が逆転する（通常は1→2→3→1だが、これが1→3→2→1となる）。

興行重視、勝利重視
1では試合を行う際にスタイルを興行重視と勝利重視から選ぶことができた（2004年7月のバージョンアップ以降）。この2つの違いは以下の通り。
- 興行重視:体重によるクラス別にマッチングされる。興行収入は両プレイヤーの選手に対する興奮度で決まるため、一方的な展開を繰り広げるよりもお互いに技を受けあった方が収益が大きくなる傾向にある。現実のプロレス同様、対戦というよりも、お互いが協力し合って興奮度を上げることが目的となる。
- 勝利重視:クラスとは関係なくマッチングされる。技を出した数や対戦する2名の体重差が興行収入に影響する。2004年11月末のバージョンアップ以降、対人戦はトーナメント形式になった。

## 技名の変更
版権問題やその他の問題のため、一部の技の名称が変更になっている。オフィシャルページ掲載のカードでは以下の物が該当する（本来の名称→ゲーム内の名称）。
- キン肉バスター→マッスルバスター
- 秩父セメント→秩父スラム
- オリンピック予選スラム→予選スラム

- 鬼嫁殺し→鬼嫁バスター

- ブサイクへの膝蹴り→顔面への膝蹴り

## 収録カードリスト一覧
| 選手        | POWER | SPEED | TECHNIQUE | TOUGH | TOTAL | カード番号 |
| ----------- | ----- | ----- | --------- | ----- | ----- | ---------- |
|             |       |       |           |       |       |            |
| 小橋 健太   | 24    | 18    | 19        | 25    | 86    | S02/14     |
|             |       |       |           |       |       |            |
| 佐々木 健介 | 23    | 19    | 17        | 22    | 81    | S04/14     |
| 長州 力     | 21    | 17    | 19        | 22    | 79    | S05/14     |
| 天龍 源一郎 | 21    | 16    | 20        | 24    | 81    | S06/14     |
|             |       |       |           |       |       |            |
|             |       |       |           |       |       |            |
|             |       |       |           |       |       |            |
|             |       |       |           |       |       |            |
|             |       |       |           |       |       |            |
|             |       |       |           |       |       |            |
| 永田 裕志   | 20    | 20    | 22        | 22    | 84    | S13/14     |
|             |       |       |           |       |       |            |

|  |  |  |  |
|  |  |  |  |
|  |  |  |  |